# Malacocincla
Malacocincla (лат.) — род воробьиных птиц из семейства земляных тимелий (Pellorneidae). 

## Классификация
Международный союз орнитологов относит к роду 3 вида:
- Malacocincla abbotti Blyth, 1845 — Краснохвостая мышиная тимелия
- Malacocincla perspicillata (Bonaparte, 1850) — Чернобровая мышиная тимелия, или чернобровая кустарница
- Malacocincla sepiaria (Horsfield, 1821) — Таиландская мышиная тимелия